# Арефьев, Василий Никитич
Василий Никитич Арефьев (1892, Милитино, ныне Ивановская область — ?) — русский и советский работник промышленных предприятий, председатель Новосибирского горисполкома (1938—1939).

## Биография
Родился в 1892 году в селе Милитино современной Ивановской области. Из семьи крестьян. В 1907 года был учеником токаря при Московском машиностроительном заводе, затем работал слесарем на заводах: в 1910 году — на Московском металлическом, в 1912 — на Люберецком машиностроительном.
С 1913 по 1918 год — служащий автомобильных частей Российской армии. В 1918 году — фрезеровщик и слесарь ярославского автозавода.
С 1920 по 1921 годах заведовал производственным отделом Ярославского губотделения Союза транспортных рабочих. В 1921 году работал слесарем на заводе Автопромторга в Москве. В 1921—1922 годах состоял в завкоме завода «Кольчугинский» (современная Ивановская область). В 1924 году был принят в РКП(б).
В 1923—1937 годах трудился инструктором, директором ФЗУ, начальником отдела кадров, заместителем секретаря парткома и начальником цеха на московском авиазаводе № 1 и в это же период проходил курсы инструкторов (1926—1927). В июле 1937 года утверждён начальником инструментального цеха Новосибирского авиационного завода.
С 14 мая 1938 до 28 апреля 1939 года занимал пост председателя Новосибирского горисполкома. Ушёл с работы в связи с ухудшением здоровья.